# Planisferio de Ruysch

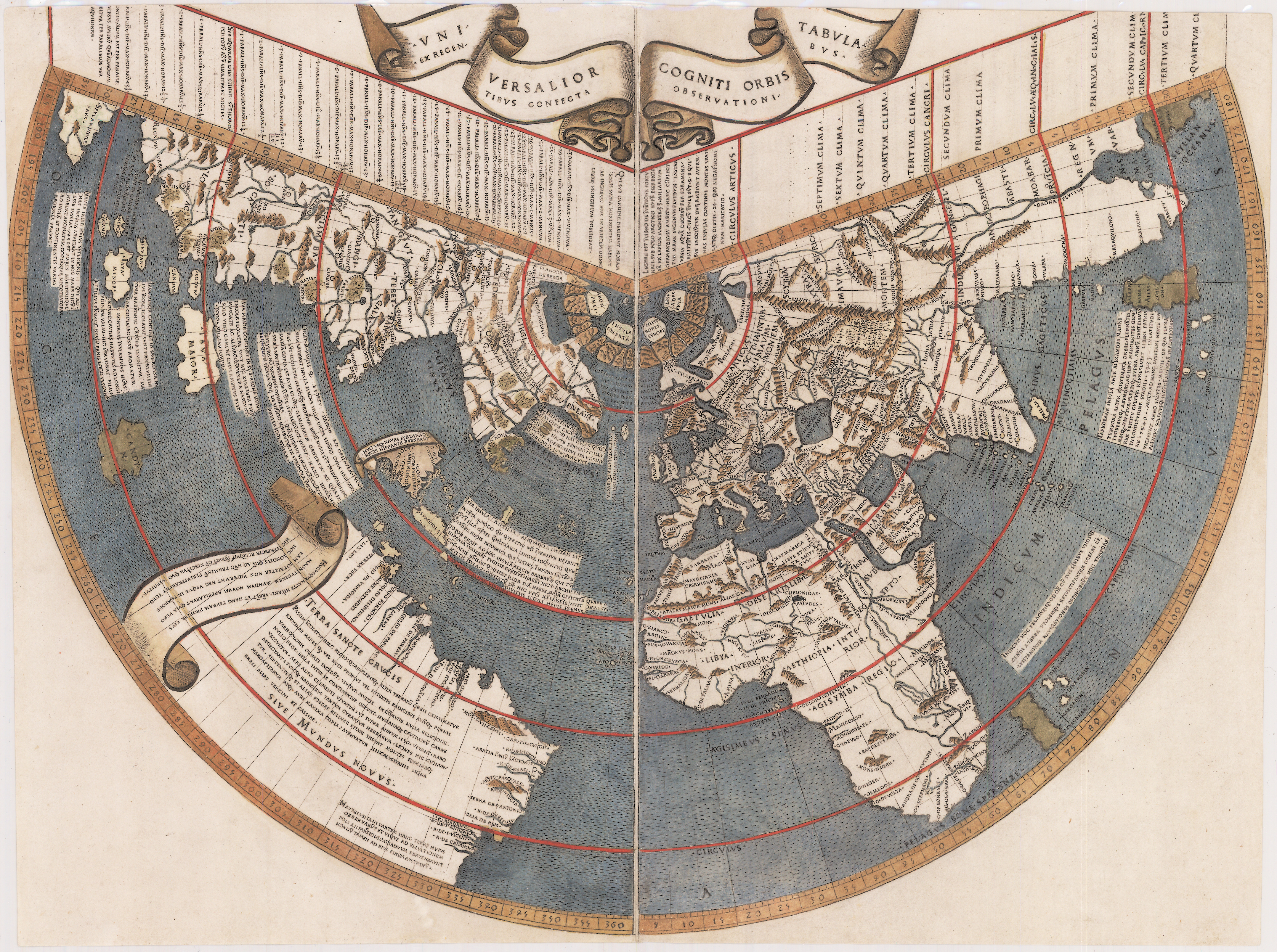
Planisferio de Ruysch, 1507.

El planisferio de Ruysch, dibujado hacia 1507 en Roma por el cartógrafo flamenco Johann Ruysch, es uno de los primeros en poner al día el mapa de Ptolomeo y el que mayor impacto iba a tener sobre las percepciones geográficas de los europeos al difundirse en miles de copias acompañando una edición actualizada de la Geographia de Ptolomeo.

## Descripción
Se trata de una estampa calcográfica impresa en pliego de 40,5 × 53,5 centímetros. El título completo aparece indicado en una banderola: Universalior Cogniti Orbis Tabula, Ex recentibus confecta observationibus (Carta de todo el orbe conocido, realizada a partir de descubrimientos recientes).
Como el planisferio de Contarini, del que podría derivar, utiliza una proyección cónica, donde los paralelos son círculos concéntricos y los meridianos líneas originadas en el polo Norte. El meridiano cero divide las dos hojas y atraviesa las islas Canarias.
Los topónimos portugueses sugieren que Ruysch habría utilizado fuentes de ese origen, lo que se ve reforzado por otros detalles, como la presencia de Taprobana (Sumatra) y Madagascar o los numerosos detalles que figuran en la India con otras tierras exploradas por marinos portugueses.

### América del Norte y Antillas

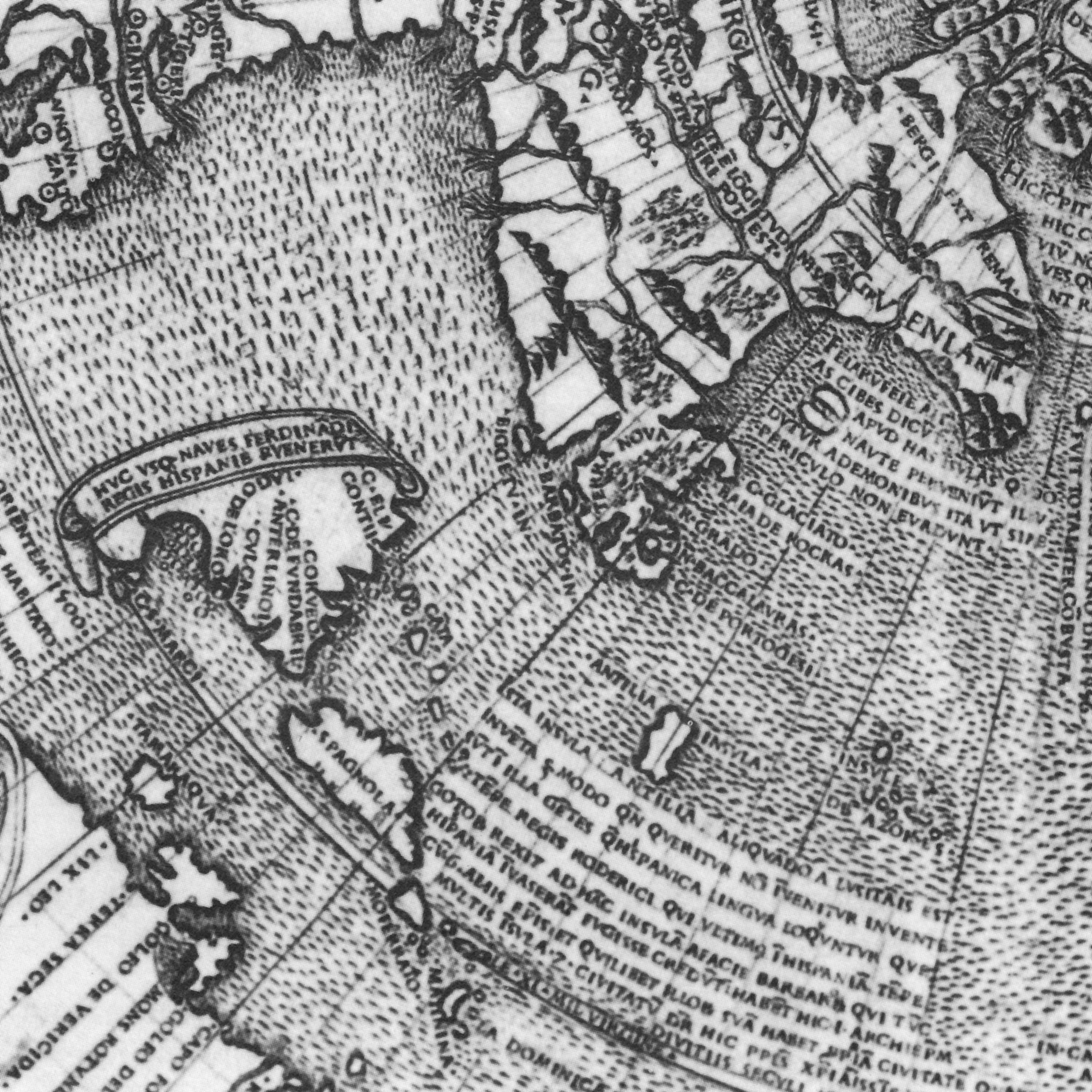
Detalle del planisferio con Groenlandia, Terranova, «Antilia» y Cuba.

América del Norte aparece localizada en el extremo este de Asia, continente al que también pertenecen Groenlandia (Gruenlant) y Terranova (Terra Nova). Cerca de Terranova, In. Baccalauras es actualmente conocida como isla Baccalieu, siendo el más primitivo topónimo de Canadá. Al sur, C. de Portogesi atestigua las expediciones portuguesas (especialmente las de Gaspar y Miguel Corte Real) junto a la presencia de una importante flota de pesca portuguesa faenando en aguas de Terranova desde comienzos del siglo XV. R. Grado o Baia de Rockas podría ser el estrecho de Belle Isle.
Al suroeste de la «península» de Groenlandia, dos islas en forma de creciente lunar llevan una inscripción en la que se advierte: «se dice que quienes llegan en barco a estas islas buscando peces y otros alimentos, son engañados por los demonios para que no puedan desembarcar sin peligro». Muchos mapas posteriores recogen también una isla de los demonios. Al oeste de Groenlandia se encuentra el país de Gog y Magog.
Al sureste de Groenlandia se encuentra la isla de Antilia con una leyenda que dice: «Esta isla de Antilia ha sido descubierta por los portugueses. Sin embargo, cuando se la busca es imposible de encontrar. En esta isla viven hombres que hablan español, y que en tiempos del reinado del rey Rodrigo tuvieron que huir de los bárbaros que asolaban España. Aquí tienen su sede un arzobispo y seis obispos, cada uno de ellos al frente de su propia ciudad. En consecuencia suele ser llamada “las Siete Ciudades”. Los habitantes viven piadosamente y disfrutan de todas las riquezas de este siglo». Muchas expediciones trataron de hallar en las Antillas las Siete Ciudades, y su leyenda se trasladó enseguida a la América del Sur.
En una nota situada al oeste de Spagnola (La Española), Ruysch indica que se trata probablemente del Sipango (Cipango), descrito por Marco Polo: «M Polo dice que a 1500 millas al este del puerto de Zaiton se encuentra una gran isla llamada Sipango. Los habitantes son idólatras y tienen su propio rey, sin ser tributarios de nadie. Poseen oro en gran abundancia y piedras preciosas. Pero como las islas descubiertas por los españoles ocupan el mismo lugar, no osamos situar aquí esta isla, ya que no dudamos que aquello que los españoles llaman Spagnola es en efecto Cipango, pues las cosas descritas como formando parte de Cipango se encuentran también en la Spagnola, además de ser idólatras». 
Al oeste de La Española se encuentra probablemente Cuba; la único que de ella se dibuja es la mitad oriental, en forma exageradamente triangular, con una banderola que indica: «los barcos de Fernando han llegado hasta este límite». Está rodeada de agua, incluyendo la parte que se dice no explorada, sugiriendo la posibilidad de un paso directo hacia China desde las Antillas. Según Donald Mc Guirk, la plancha habría sido retocada en este punto, suprimiendo una isla más cercana a la forma conocida de Cuba situada bajo el tramo de tierra triangular. La representación de Cuba como una península corresponde en cambio a la percepción de Cristóbal Colón, quien estaba convencido de haber desembarcado en el continente asiático. 
Al sur de Antilia, se distinguen Moferrato (verosímilmente Puerto Rico), Le XI Mil Virgine (las Islas Vírgenes), Matinina y La Dominica (llamada Canibali en las primeras impresiones del mapa).

### América del Sur
América del Sur es un continente distinto, con una cartela que interrumpe su contorno al oeste. La inscripción que figura en ella dice: « los marinos españoles han llegado hasta aquí, y en razón de su tamaño lo llaman nuevo mundo, pues no han podido verlo en su totalidad ni explorarlo más allá de este límite hasta hoy. Por consecuencia, este mapa se queda incompleto por el momento, pues no sabemos en qué dirección se extiende». Otras dos anotaciones dicen Terra sancte crucis (primer nombre dado por los portugueses a Brasil) y Sive Mundus Novus, que es la segunda mención al Nuevo Mundo en un mapa impreso, tras el planisferio de Contarini. No existe evidencia de que sea conocido el cuarto de los viajes de Colón, entre 1502 y 1503, pero numerosos topónimos proceden de Américo Vespucio y con frecuencia habían sido recogidos ya en el planisferio de Cantino de 1502. Al sur del mapa se indica que los portugueses han navegado hasta los 50 grados sur sin encontrar el extremo del continente.

### Asia
India y Prilam (Ceilán) se representan con contornos muy precisos, lo que testimonia un avez más la influencia de los cartógrafos portugueses sobre Ruysch. Más allá se basa fundamentalmente en los viajes de Marco Polo y las descripciones de Ptolomeo, con resultados confusos. Así, además del Ceilán auténtico, junto a la India, Ruysch dibuja una isla de Taprobana alias Zoilon más al este, recuperando el nombre dado por Ptolomeo a Ceilán para atribuírselo probablemente a Sumatra. Y todavía más al este se encuentra una tercera isla de Ceilán, con la inscripción Seylan Insulae.

### Polo Norte
Ruysch sitúa numerosas islas alrededor del polo Norte, conforme al relato Inventio fortunat, de Nicolás de Linna en 1355. Junto a una de ellas escribe: «Se dice en el libro Inventio fortunat que en el polo ártico se encuentra una enorme piedra magnética, de treinta y tres millas germánicas de circunferencia. En torno a la roca hay un mar embravecido, como si las aguas brotasen por la embocadura de un vaso. Alrededor se encuentran numerosas islas, dos de las cuales están habitadas.

## Historia
Es posible que Johann Ruysch acompañase a Juan Cabot en 1497 o que participase en alguna expedición de los marinos de Bristol a Terranova en torno a 1500.
El mapa se encuentra en algunas reimpresiones de la edición llamada «de Roma» de la Geographia de Ptolomeo de 1507 y en todos los ejemplares de la edición de 1508, lo que sugiere que se dibujó en el mismo año 1507. El atlas iba acompañado de un opúsculo, Orbis nova descriptio, de Marcus Beneventanus. De este hubo ediciones precedentes en 1478 y 1490.
Contrariamente a lo que sucede con los planisferios de Contarini y Waldseemüller, de los que únicamente se conserva un ejemplar, del planisferio de Ruysch existen numerosos ejemplares de la tirada original. Donald McGuirk estima su número total en un centenar de copias. Bradford Swan y Douglas McGuirk han demostrado que se imprimieron numerosas versiones sucesivas, retocando las placas de cobre. Se han podido identificar de este modo tres versiones distintas de cada hoja, con variaciones en las leyendas, así CANIBALI aparece en la primera versión en lugar de LA DOMINICA que se lee en la segunda.